# Sr. Ávila
Sr. Ávila é uma série de televisão mexicana dirigida por Fernando Rovzar junto com Alejandro Lozano, com roteiro escrito por Walter e Marcelo Slavich, que também foram os autores de Epitafios, outra produção original da HBO Latin America.
Em 2017,  Sr. Ávila ganhou o International Emmy Award de melhor programa em língua não-inglesa no horário nobre.

## Enredo
A série mostra o dia a dia de um homem que escolheu ganhar a vida acabando com a dos outros. Ávila tem 45 anos, uma mulher chamada Maria (Nailea Norvind) e um filho adolescente, Emiliano (Adrián Alonso). Para os dois e para todo mundo que conhece a família, Ávila é um simples vendedor de seguros de vida. Mas dentro da organização de assassinos profissionais à qual pertence secretamente, ele foi promovido e se tornou o “Senhor” (chefão) do negócio. Com o novo cargo, mais problemas e responsabilidades surgiram, sua complicada farsa começa a desmoronar, a vida dele e de sua família se torna um pesadelo do qual será difícil escapar.
Ávila não é assassino por vocação e sim por profissão. Aparentemente, ele leva uma vida convencional e tem uma rotina diária dividida entre seu tempo em casa e no escritório. Mas por baixo dessa fachada, ele esconde sua verdadeira atividade.
Sua mulher, Maria, vê a vida passar diante da tela da televisão, onde projeta seus sonhos. Com cerca de 40 anos, vive anestesiada e alheia à realidade. Sua única preocupação é o filho adolescente, Emiliano, e suas ocupações se resumem aos trabalhos domésticos.
Além dos atores mencionados, fazem parte do elenco Carlos Aragón (Iván, secretário e assessor do “Senhor” que está no comando), Jorge Caballero (Ismael, o rebelde aprendiz de Ávila), Hernán Mendoza (Ybarra, o assassino mais antigo do grupo do Sr. Moreira e professor de Ávila), Camila Selser (Ana, maquiadora de cadáveres na funerária), Margarita Muñoz (Maggie, amante de Ávila), Juan Carlos Vives (Rogelio, intermediário entre clientes e o “Senhor”), entre outros..
Produzida pela HBO, a série começou a ser exibida em 2013 e no dia 24 de julho de 2016 estreia a terceira temporada no Brasil. O lançamento oficial aconteceu no dia 19 em São Paulo e marcou uma nova estratégia da empresa. Pela primeira vez a estreia aconteceu simultaneamente com os Estados Unidos. No México, os números de audiência da série são superiores ao fenômeno “Game of Thrones”.

## Abordagens
- Assassinos por vocação
- funerária
- porte de drogas
- assassinatos
- Abuso Sexual

## Elenco
- Tony Dalton ... Ávila
- Nailea Norvind ... Maria
- Adrián Alonso ... Emiliano
- Carlos Aragón ... Iván
- Jorge Caballero ... Ismael
- Hernán Mendoza ... Ybarra
- Camila Selser ... Ana
- Fernando Becerril ... Sr. Moreira
- Margarita Muñoz ... Maggie
- Juan Carlos Vives ... Rogelio